# Paulo Mendes da Rocha
Paulo Archias Mendes da Rocha (sinh ngày 25 tháng 10 năm 1928 tại Vitória, Espírito Santo) là một kiến trúc sư và quy hoạch gia người Brasil. Ngay sau khi tốt nghiệp Đại học Mackenzie Presbyterian ngành kiến trúc, Rocha đã nhanh chóng nổi tiếng nhờ ngôn ngữ tạo hình kiến trúc riêng biệt và đặc sắc của mình.
Năm 2006, ông được trao giải thưởng Pritzker và là người Brasil thứ 2 nhận được giải thưởng này, (sau Oscar Niemeyer năm 1988).